# Neuchâtel
 Der er for få eller ingen kildehenvisninger i denne artikel, hvilket er et problem. Du kan hjælpe ved at angive troværdige kilder til de påstande, som fremføres i artiklen.

Neuchâtel er hovedbyen i den schweiziske kanton af samme navn med 33.475(2018) indbyggere.

## Eksterne links
- Officielle hjemmeside

- Wikimedia Commons har flere filer relateret til Neuchâtel